# Preston River
Preston River är ett vattendrag i Australien. Det ligger i delstaten Western Australia, omkring 150 kilometer söder om delstatshuvudstaden Perth.
Trakten runt Preston River består till största delen av jordbruksmark. Runt Preston River är det glesbefolkat, med 13 invånare per kvadratkilometer. Genomsnittlig årsnederbörd är 1 014 millimeter. Den regnigaste månaden är maj, med i genomsnitt 183 mm nederbörd, och den torraste är februari, med 9 mm nederbörd.